# Entelechia
Il termine entelechia (entelechìa, dal greco antico ἐντελέχεια?) è stato coniato da Aristotele per designare la sua particolare concezione filosofica di una realtà che ha iscritta in sé stessa la meta finale verso cui tende ad evolversi.

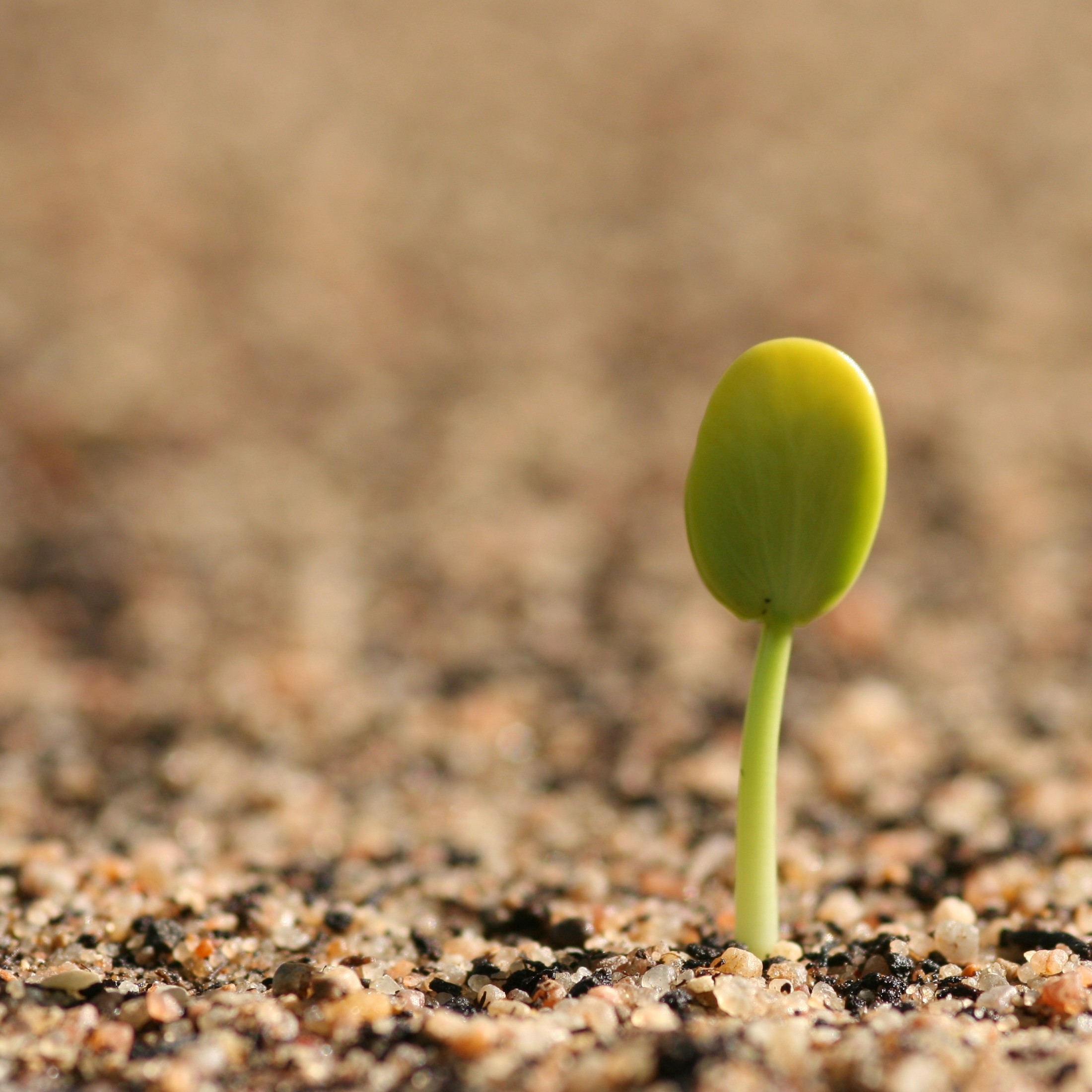
La crescita di una pianta, con cui essa tende a realizzare la propria entelechia.

È infatti composto dai vocaboli en + telos, che in greco significano «dentro» e «scopo», a significare una sorta di «finalità interiore».

## Aristotele
Aristotele parlò di entelechia in contrapposizione alla teoria platonica delle idee, per sostenere l'idea secondo cui ogni ente si sviluppa a partire da una causa finale interna ad esso, e non da ragioni ideali esterne, come affermava invece Platone che le situava nel cielo iperuranio.
Entelechia è quindi la tensione di un organismo a realizzare sé stesso secondo leggi proprie, passando dalla potenza all'atto.
È noto infatti come, secondo Aristotele, il divenire si possa considerare pienamente spiegato quando se ne individuino le sue quattro cause: Causa Materiale, Causa Formale, Causa Efficiente, Causa Finale. Per designare il compimento del fine, Aristotele usò appunto il termine entelechia che indica lo stato di perfezione, di qualcosa che ha raggiunto il suo fine.

## Sviluppi
I neoplatonici si avvicinarono in parte alla concezione aristotelica secondo cui la forma di un corpo doveva essere anche immanente ad esso, e non solo platonicamente trascendente. Tuttavia, trovarono riduttiva l'identificazione dell'anima con l'entelechia, essendo l'anima per costoro qualcosa di antecedente al corpo e comunque autonoma rispetto ad esso.
Una sintesi tra la concezione aristotelica e quella neoplatonica si trova in Tommaso Campanella, per il quale la natura è un complesso di realtà viventi, ognuna animata e tendente al proprio fine, ma d'altra parte tutte unificate e armoniosamente dirette verso una meta comune da una stessa universale Anima del mondo.
Anche Leibniz conciliò l'entelechia aristotelica con la visione neoplatonica, facendone una proprietà essenziale della monade, cioè di ogni "centro di energia", capace di svilupparsi autonomamente verso la propria meta o destino: ogni monade non riceve alcun impulso dall'esterno, ma tutte insieme formano un complesso unitario, retto al suo interno da un'armonia prestabilita da Dio, Monade suprema. Esse sono infatti coordinate al pari di tanti orologi, funzionanti per conto proprio ma sincronizzati tra di loro.
Goethe in seguito designò come entelechia l'archetipo della pianta, cioè il modello ideale di ogni tipo vegetale che si estrinseca in maniera tangibile nelle sue fasi di sviluppo esteriore, adattandosi di volta in volta alle differenti condizioni ambientali in cui si imbatte.
Nel Novecento il termine entelechia è stato riproposto dal filosofo e biologo Hans Driesch per designare la forza vitale da lui ritenuta immanente agli embrioni e responsabile del loro sviluppo, in opposizione alle teorie meccaniciste che li consideravano alla stregua di «macchine».